# Laureano Barrau
Laureano Barrau Buñol (Barcelona, 27 de diciembre de 1863 - Ibiza, 21 de octubre de 1957) fue un pintor español.

## Biografía
Barrau nació en una familia numerosa burguesa. Su padre era un ingeniero industrial que había establecido negocios comerciales en Inglaterra. Comenzó sus estudios en la Escuela de Bellas Artes de Barcelona, donde estudió con el pintor Antonio Caba.
Después se trasladó a Madrid, donde estudió los antiguos maestros españoles en el Museo del Prado.
En agosto de 1884 ―a los 20 años de edad―, el Ayuntamiento de Barcelona le concedió la pensión Fortuny, una beca similar al Premio de Roma (que se otorgaba en París), que le dio la oportunidad de estudiar durante tres años en la ciudad eterna a los grandes maestros italianos. Concurrió a varias exposiciones nacionales e internacionales, obteniendo varios premios. Con ese dinero Barrau viajó a París, donde ingresó en la Academia de Bellas Artes, dándose a conocer como ‘Lauréane Barrau’. Tuvo como tutor al pintor Jean-León Gerome (1824-1904).
En 1885, ya en Roma, empezó a enviar sus obras como pensionado del Ayuntamiento barcelonés.
Desde 1887 expuso regularmente en la sala Parés de Barcelona, una de las más importantes galerías españolas del momento, y la más destacada de Cataluña.
Ese año de 1887 «sorprendió a todos con su gran cuadro La rendición de Gerona, en el que las rígidas fórmulas del cuadro de historia se animan con una palpitación totalmente desusada».
En 1888 obtuvo una segunda medalla en la Exposición Internacional de Barcelona. y un segundo premio en la Exposición Universal de Bruselas.
En 1891 ―a los 28 años― recibió el título de socio del Salón de la Sociedad Nacional de Bellas Artes de París.
En 1892 obtuvo una tercera medalla en la Exposición Nacional de Madrid. y un segundo premio en la Nacional de 1904). Realizó exposiciones, individuales y colectivas, en París, Barcelona, Madrid, Nueva York y Roma. Viajó por Andalucía, y en Sevilla pintó varios cuadros con asuntos de la fábrica de tabacos, tomando bocetos que luego remató en Caldetas, donde tenía su casa.
En 1909 visitó Buenos Aires.; y en 1911 trasladó su residencia a la isla de Ibiza. En 1929 fue nombrado «societaire» de los Salones de París. Hacia 1930, Barrau y su esposa Berta Vallier se instalaron en la casa del Puig de Missa en la localidad de Santa Eulalia del Río, donde el pintor vivió hasta su muerte. En 1950 presentó su última exposición en la Sala Busquets (de Barcelona).
Murió el 21 de octubre de 1957 a los 94 años de edad (aunque varios sitios en Internet, dan la fecha errónea de 1950) y está enterrado en el cementerio de Santa Eulalia.

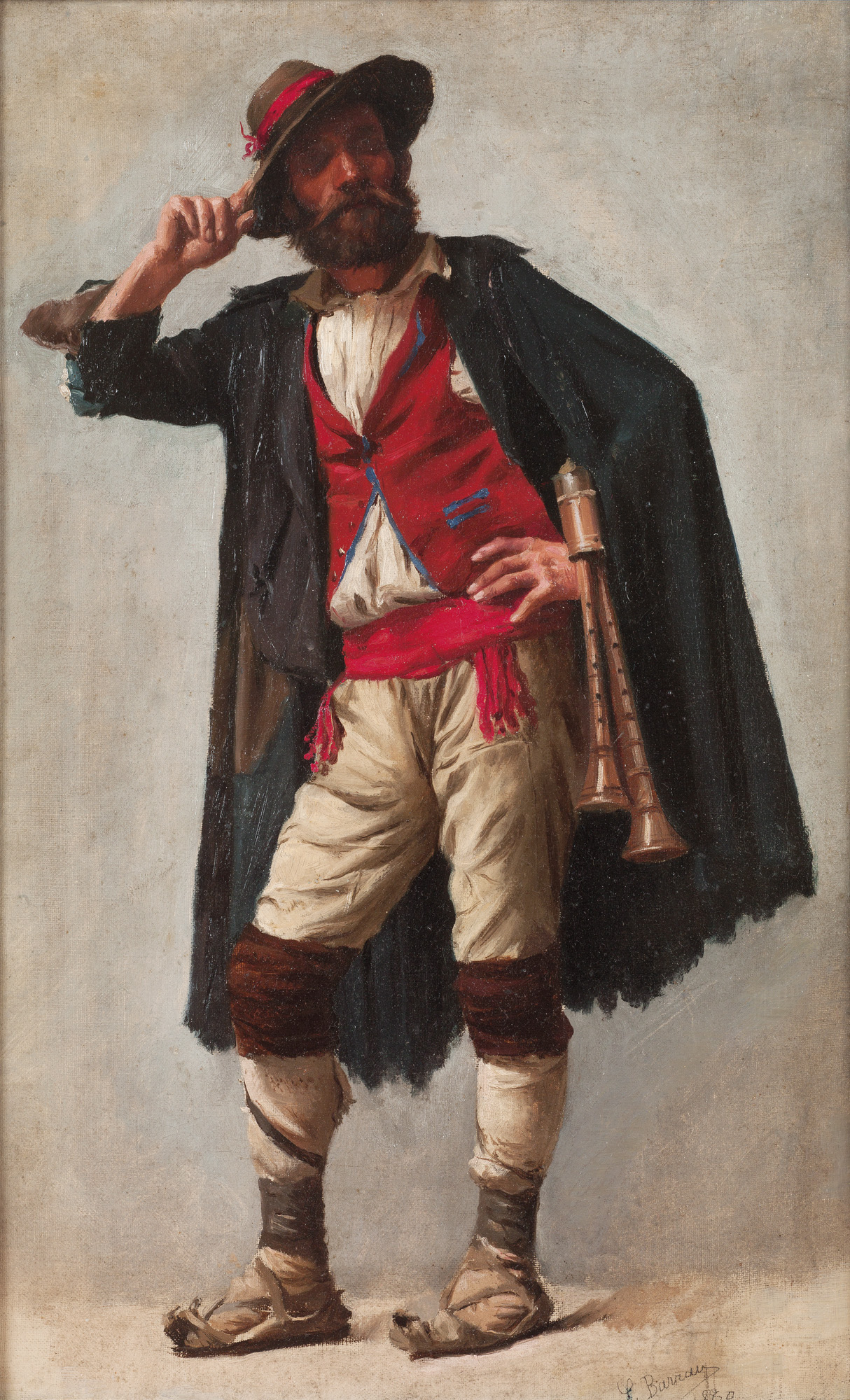
Músico ambulante (1880), expuesto en la Fundación Rafael Masó

Su obra se conserva en el Museo del Prado, el Museo Getty (en California), el Museo de Arte Contemporáneo de Madrid, el Museo de Arte Contemporáneo de Barcelona, su casa-museo en Santa Eulalia (Ibiza), y otras pinacotecas de Buenos Aires, Montevideo, París y Río de Janeiro, además de diversas colecciones privadas nacionales e internacionales –como en la Casa Masó en Gerona.